# Piotr Sobolewski (trener)
Piotr Sobolewski (ur. 10 czerwca 1986 w Starogardzie Gdańskim) – polski trener siatkarski. Przedstawiciel młodego pokolenia polskich trenerów siatkarskich. Od sezonu 2016/2017 pracuje w Orlen Lidze w zespole PTPS Piła.

## Życiorys
Absolwent II Liceum Ogólnokształcącego im. Ziemi Kociewskiej w Starogardzie Gdańskim z 2005.
Wychowanek i zawodnik SKS Starogard Gdański (I liga mężczyzn, powołanie do szerokiej kadry kadetów). W przeszłości był wieloletnim asystentem Jerzego Skrobeckiego w TPS Rumia, następnie zastąpił Jerzego Skrobeckiego i prowadził zespół z Rumi jako pierwszy trener. W sezonie 2011/2012 był drugim trenerem w Chemiku Police. W połowie sezonu został pierwszym trenerem zespołu z Polic. W sezonie 2012/2013 był pierwszym trenerem Stal Mielec S.A. Następnie pierwszy trener KS Murowana Goślina do roku 2016. Kolejnym klubem był wielkopolski PTPS Piła S.A., z którego przeniósł się do Joker Mekro Świecie. Po tym sezonie został pierwszym trenerem w rumuńskim zespole ekstraklasy męskiej U Cluj-Napoca.
Stażysta i współpracownik AWFiS Gdańsk. 
Pomysłodawca i współzałożyciel Akademii Piłki Siatkowej TPS Rumia. Propagator nowoczesnych metod coachingowych wspierających proces treningowy w sporcie wyczynowym. Z wykształcenia trener, fizjoterapeuta oraz coach (Absolwent AWFiS Gdańsk oraz WSB Gdańsk).

## Życie prywatne
Jest mężem polskiej siatkarki Małgorzaty Sobolewskiej.

## Sukcesy
- 2010 – Mistrzostwo I Ligi Kobiet i awans do Orlen Ligi
- 2011 - finalista Pucharu Polski Kobiet
- 2012 – III miejsce I Ligi Kobiet